# Koemukken
De Koemukken of Koemyken (Koemuks: Къумукълар/Qumuqlar) zijn een Turks volk uit het midden van de Russische autonome republiek Dagestan. Ze zijn qua aantal met 14,2% de op twee na grootste etnische groep van Dagestan. Hun moedertaal is het Koemuks, een Turkse taal, en hun religie is de soennitische islam, met enkele religieuze rituelen die stammen uit pre-islamitische tijden. Tijdens de Russische volkstelling van 2002 woonden er 422.400 Koemukken in Rusland, waarvan 365.804 in Dagestan.

## Verspreiding
Ze wonen hoofdzakelijk ten zuiden van de benedenloop van de Terek, op de vruchtbare vlaktes aan de voet van de oostelijke Kaukasus en langs de Kaspische Zee. Vooral het noorden van hun woongebied delen ze deels ook met andere volken, vooral de Avaren en de Nogai. In de Dagestaanse hoofdstad Machatsjkala zijn de Koemukken met 15% na de Avaren en Russen de op twee na grootste etnische groep.

## Geschiedenis
Er is weinig bekend over de afkomst van de Koemukken. Men denkt dat Ptolemaeus met de Kami en Kamaks de Koemukken bedoelde. Ook denken sommige onderzoekers dat de Koemukken afstammelingen zijn van de Chazaren. Vámbéry dacht dat ze zich in de achtste eeuw in hun huidige woongebied vestigden, gedurende de bloeiperiode van de Chazaren.
Tijdens de zestiende, zeventiende en achttiende eeuw hadden de Koemukken een machtig rijk (sjamchalaat) rondom Tarki. Deze stond onder leiding van een feodale heerser, een sjamchal genaamd.
De Russen bouwden in 1559 en tijdens het bewind van Peter I forten in hun gebied. Na afloop van de Kaukasusoorlog in 1864 kwamen de Koemukken definitief onder Russisch bewind.
In de jaren negentig en daarna maken nationalistische Koemukken, zoals Salav Aliev zich sterk voor een onafhankelijk Dagestan die gedomineerd zal moeten worden door Koemukken. Zij beroepen zich hierbij op de Koemukse geschiedenis.
Abazijnen ·
Abchaziërs ·
Achvachen ·
Adygeeërs ·
Aino ·
Aleoeten ·
Aljoetoren ·
Altaj (Oirot) ·
Andi ·
Armeniërs ·
Avaren ·
Azerbeidzjanen·
Balkaren ·
Baraba ·
Basjkieren ·
Bergjoden ·
Boerjaten ·
Chakassen ·
Chanten ·
Chinezen ·
Dargienen ·
Dolganen ·
Enetsen ·
Evenen ·
Evenken ·
Georgiërs ·
Grieken ·
Ingoesjen ·
Ingriërs ·
Itelmenen ·
Jakoeten ·
Joden ·
Joekagieren ·
Joepiken ·
Kabardijnen ·
Kalmukken ·
Kamtsjadalen ·
Karatsjajers ·
Kareliërs ·
Kazachen ·
Kereken ·
Ketten ·
Komi ·
Koreanen ·
Korjaken ·
Korjo-saram ·
Krim-Tataren ·
Lezgiërs ·
Mansen ·
Mari (Tsjeremissen) ·
Meschetische Turken ·
Mordwienen ·
Nanai ·
Negidalen ·
Nenetsen (Joeraken) ·
Nganasanen ·
Nivchen (Giljaken) ·
Nogai ·
Oedegen ·
Oedmoerten ·
Oekraïners ·
Oeltsjen ·
Oezbeken ·
Oroken ·
Orotsjen ·
Osseten ·
Polen ·
Pomoren ·
Rusland-Duitsers (inclusief Wolga-Duitsers) ·
Russen ·
Samen (Lappen) ·
Selkoepen ·
Sjoren ·
Sojoten ·
Tabassaranen ·
Perzen (Tadzjieken) ·
Taten ·
Teleoeten ·
Tofalaren ·
Tsachoeriërs (Caxur) ·
Tsjerkessen ·
Tsjetsjenen (Noxchi) ·
Tsjoektsjen ·
Tsjoelymen ·
Tsjoevanen ·
Tsjoevasjen ·
Turkmenen ·
Toevanen ·
Wepsen ·
Belarussen (Wit-Russen) ·
Wolga-Tataren ·
Woten